# 塩尻市議会
塩尻市議会（しおじりしぎかい）は、長野県塩尻市に設置されている地方議会である。

## 概要

### 任期
4年

### 定数
18人

### 所在地
長野県塩尻市大門七番町3番3号
塩尻市役所本庁舎4階

### 委員会
- 議会運営委員会

#### 常任委員会
- 総務産業常任委員会
- 社会文教常任委員会
- 予算決算常任委員会

#### 特別委員会
- 塩尻市総合計画特別委員会

### 定例会
- 年4回実施[2][3]
  - 3月
  - 6月
  - 9月
  - 12月

### 事務局
- 議会事務局

## 会派
| 会派名     | 議席数 | 所属党派    | 議員名（◎は代表者）                                    | 女性議員数 | 女性議員の比率（％） |
| ---------- | ------ | ----------- | ------------------------------------------------------ | ---------- | -------------------- |
| 政進会     | 6      |             | ◎青柳充茂 樋口千代子 青木博文 石井勉 小野芳幸 百瀬友彦 | 1          | 16.66                |
| 市民派連合 | 3      | 立憲民主党1 | ◎篠原敏宏 上條元康 古畑秀夫                            | 0          | 0                    |
| 公明党     | 2      | 公明党      | ◎中村努 小松勝子                                       | 1          | 50                   |
| 新政会     | 2      |             | ◎赤羽誠治 牧野直樹                                     | 0          | 0                    |
| 日本共産党 | 2      | 日本共産党  | ◎小澤彰一 小口直実                                     | 0          | 0                    |
| 清風クラブ | 2      |             | ◎中野重則 平間正治                                     | 0          | 0                    |
| ひなたの会 | 1      |             | ◎山崎油美子                                            | 1          | 100                  |
| 計         | 18     |             |                                                        | 3          | 16.66                |

## 定数の推移
「塩尻市議会の議員の定数に関する条例」によって定数が決められている。
- 2003年（平成15年）4月27日選挙 - 26人→24人
- 2011年（平成23年）4月24日選挙 - 24人→22人
- 2015年（平成27年）4月26日選挙 - 22人→18人

## 議会出身者

### 塩尻町議会
- 下平正一（衆議院議員）
- 小松多喜雄（初代塩尻市長）

### 塩尻市議会
- 高砂政郎（2代目塩尻市長）
- 花村政温（3代目塩尻市長）
- 小野光洪（4代目塩尻市長）
- 小口利幸（6代目塩尻市長）